# Wilhelm Ament
Karl Wilhelm Ament (Zweibrücken, 1876. november 1. – 1956. november 13.) német pszichológus, kiadó.

## Élete
Apja Anders Ament bajor ezredes, anyja Lilly Ament, a bambergi Carl Buchner könyvkiadó lánya volt. Középiskolai tanulmányait Zweibrückenben és Bambergben végezte, ezután a Würzburgi Egyetemen természettudományokat, filozófiát és pszichológiát hallgatott. 1900-ban Oswald Külpénél doktorált. Ezután elsősorban gyermekpszichológiával foglalkozott, több tanulmányt is publikált. 1909-ben a bambergi Történelmi Társaság tagja lett, 1918-ban belépett a DVP-be (Deutsche Volkspartei), később átjelentkezett a DNVP-be (Deutschnationale Volkspartei). 
A Harzburger Front nevű német nacionalista csoportban tevékenykedett, 1931. november 16-án a Stahlhelm tagja lett. 1934. február 1-én áthelyezték az SA-ba. 1937. május 1.-én csatlakozott az NSDAP-hoz, tagsági száma 3 970 027. 1909-ben Wilhelm Ament vette át a bambergi C. C. Buchner kiadót. Számos, a nemzetiszocialista kor ideológiájának megfelelő könyvet jelentetett meg, például Alfred Klotz tankönyvét  a fajelméletről 1934-ben. 1928-ban megvásárolta az iskolai könyvprogramot a nürnbergi Carl Koch kiadótól. A kiadó vezetését 1950-ben adta át vejének. 1938-tól haláláig az E. T. A. Hoffmann társaság elnöke volt. A társaságot a bambergi költők köre segítségével alapították meg 1938. június 14.-én.
1912. február 17.-én vette feleségül Klara Blancke-t, Walter Blancke földbirtokos lányát. Házasságából három lány született, Freia (1913), Ingeborg (1914) és Gudrun (1924).

## Válogatott munkái
- Die Seele des Kindes. Eine vergleichende Lebensgeschichte. Mit 44 Bildern und einer Vignette von Erich Heermann, 4., verbesserte Auflage, Stuttgart, 1914
- Sprachgeschichte des Kindes in natürlichen Sprachstufen, Bamberg, 1921
- Führer durch das Naturalien-Cabinet des Lyzeums zu Bamberg, Bamberg, 1923
- Bamberg, die fränkische Kaiser- und Bischofsstadt, die Stadt der Romantik und des E. T. A. Hoffmann. Führer auf siedelungs- u. stadtgeschichtlicher Grundlage. Mit Buchschmuck von Hans Bayerlein, vier vierfarbigen Tafeln, davon drei von Fritz Bayerlein, Bamberg, 1929
- E. T. A. Hoffmann in Bamberg. Kurzer Führer zu Stätten der Erinnerung und durch die Sammlung im E. T. A. Hoffmann-Haus, Bamberg, 1951

## Fordítás
- Ez a szócikk részben vagy egészben  a   Wilhelm Ament című német Wikipédia-szócikk ezen változatának fordításán alapul.  Az eredeti cikk szerkesztőit annak laptörténete sorolja fel. Ez a jelzés csupán a megfogalmazás eredetét és a szerzői jogokat jelzi, nem szolgál a cikkben szereplő információk forrásmegjelöléseként.